# گروه پرتلند
PGI (قبلاً The Portland Group, Inc.) شرکتی بود که مجموعه ای از کامپایلرهای تجاری Fortran، C و C++ را برای سیستم‌های محاسباتی با کارایی بالا تولید کرد. در ۲۹ جولای ۲۰۱۳، این شرکت توسط انویدیا خریداری شد. از ۵ آگوست ۲۰۲۰، فناوری " کامپایلرها و ابزارهای PGI " بخشی از محصول Nvidia HPC SDK است که به صورت رایگان از Nvidia دانلود می‌شود.

## تاریخچه شرکت
گروه پورتلند در سال ۱۹۸۹به عنوان یک شرکت خصوصی با استفاده از فناوری کامپایلر توسعه یافته و خریداری شده از شرکت Floating Point Systems تأسیس شد. محصولات اولیه این شرکت، کامپایلرهای Fortran و C، در سال ۱۹۹۱ عرضه شدند و پردازنده i860 اینتل را هدف قرار دادند. این کامپایلرها در ابررایانه‌های اینتل مانند iPSC/860، Touchstone Delta و Paragon مورد استفاده قرار گرفتند و کامپایلرهای منتخب برای اکثر پلتفرم‌های i860 بودند.
در اوایل دهه ۱۹۹۰، PGI عمیقاً در توسعه Fortran با کارایی بالا یا HPF، یک پسوند زبان موازی داده به Fortran 90 که یک رابط برنامه‌نویسی قابل حمل برای طیف گسترده‌ای از معماری‌ها فراهم می‌کند، درگیر بود. PGI یک کامپایلر HPF به نام PGHPF را تا آخرین نسخه آن، ورژن ۱۵٫۱۰، در ۲۸ اکتبر ۲۰۱۵ عرضه کرد.
در سال ۱۹۹۶، PGI کامپایلرهای x86 را برای ابرکامپیوتر قرمز ASCI در آزمایشگاه ملی Sandia توسعه داد، اولین سیستم کامپیوتری برای حفظ عملکرد ترافلوپ. در سال ۱۹۹۷، PGI کامپایلرهای x86 را برای استفاده عمومی در ایستگاه‌های کاری لینوکس منتشر کرد.
گروه پورتلند توسط STMicroelectronics در ۱۹ دسامبر ۲۰۰۰ خریداری شد. در طول مالکیت STMicroelectronics , PGI به‌عنوان یک شرکت تابعه کاملاً متعلق به تولید کامپایلرها و ابزارهای محاسباتی با کارایی بالا (HPC) برای Linux, Windows, Mac OS و سری STMicroelectronics ST100 از هسته‌های DSP تعبیه‌شده فعالیت می‌کرد.
PGI عمیقاً در گسترش استفاده از GPGPU برای محاسبات با کارایی بالا، توسعه CUDA Fortran با Nvidia و PGI Accelerator Fortran و کامپایلرهای C که از دستورالعمل‌های برنامه‌نویسی استفاده می‌کنند، مشارکت داشته‌است. PGI و NVIDIA هر دو در مشخصات دستورالعمل‌های استاندارد جدید OpenACC برای محاسبات GPU از زمانی که برای اولین بار در ۳ نوامبر ۲۰۱۱ اعلام شد، شرکت کرده‌اند. در ۲۱ می ۲۰۱۳، PGI یک کامپایلر برای زبان OpenCL روی پردازنده‌های چند هسته ای ARM منتشر کرد.
انویدیا PGI را از STMicroelectronics در ۲۹ ژوئیه ۲۰۱۳ خریداری کرد و فناوری PGI را تحت خط تولید " PGI Compilers and Tools " عرضه کرد. در ۵ آگوست ۲۰۲۰، انویدیا اعلام کرد که خط تولید " کامپایلرها و ابزارهای PGI " به یک محصول جدید NVIDIA HPC SDK تبدیل شده‌است که به صورت دانلود رایگان از Nvidia در دسترس است. Nvidia HPC SDK شامل کامپایلرهای PGI تغییر نام‌گذاری شده و ویژگی‌های اضافه شده برای توسعه برنامه‌های HPC است.

## تاریخچه محصول و بازار

### کامپایلرها
کامپایلرهای PGI از بهینه‌سازی جهانی، برداری، خط لوله گذاری نرم‌افزار و قابلیت‌های موازی سازی حافظه مشترک با هدف قرار دادن پردازنده‌های اینتل و AMD استفاده می‌کنند. PGI از زبان‌های سطح بالا زیر پشتیبانی می‌کند:
- فرترن ۷۷
- Fortran 90/95/2003
- Fortran 2008 (جزئی)
- Fortran با کارایی بالا (HPF)
- ANSI C99 با پسوندهای K&R
- ANSI/ISO C++
- CUDA Fortran
- OpenCL
- OpenACC
- OpenMP

در لیست زیر اسامی کامپایلرهای PGI است که تغییر نام داده و در Nvidia HPC SDK اراِئه شده‌اند:
- Fortran: nvfortran (سابق pgfortran)
- C: nvc (pgcc سابق)
- C++: nvc++ (قبلا pgc++)

### ابزارهای برنامه‌نویسی
PGI همچنین یک اشکال‌زدای موازی، PGDBG، و یک نمایه‌کننده عملکرد، PGPROF، ارائه کرد که هر دو از موازی‌سازی OpenMP و MPI در لینوکس، ویندوز و سیستم‌عامل مک پشتیبانی می‌کردند. در ویندوز، کامپایلر و دیباگر PGI Fortran به‌طور کامل در Microsoft Visual Studio به عنوان محصولی به نام PGI Visual Fortran (PVF) ادغام شد. پشتیبانی از سیستم عامل مک و محصول PVF پس از انتشار نسخه PGI 19.10 در ۶ نوامبر ۲۰۱۹ متوقف شد.
در لیست زیر اسامی ابزارهای برنامه‌نویسی PGI که از دور خارج شده‌اند و با سایر ابزارهای برنامه‌نویسی انویدیا در Nvidia HPC SDK جایگزین شده‌اند.
- اشکال زدا: PGDBG (جایگزین شده با cuda-gdb)
- نمایه: PGPROF (با Nsight جایگزین شد)

### نقاط عطف PGI
- 1989 - PGI تأسیس شد
- ۱۹۹۱ - Pipelining i860 Compilers
- ۱۹۹۴ - کامپایلرهای موازی i860
- ۱۹۹۶ - کامپایلرهای ASCI Red TFLOPS
- ۱۹۹۷ - کامپایلرهای Linux/x86
- ۱۹۹۸ - OpenMP برای Linux/x86
- 1999 - SSE / SIMD Vectorization
- ۱۹۹۹ - کیت توسعه خوشه PGI CDK[۱۹]
- ۲۰۰۰ - STMicroelectronics PGI را به دست آورد
- ۲۰۰۱ – کامپایلرهای VLIW ST100
- ۲۰۰۳ - کامپایلرهای ۶۴ بیتی Linux/x86
- ۲۰۰۴ - کامپایلرهای طوفان قرمز ASCI
- ۲۰۰۵ - فناوری باینری یکپارچه PGI
- 2006 - PGI Visual Fortran
- ۲۰۰۷ - کامپایلرهای ۶۴ بیتی سیستم عامل مک
- ۲۰۰۸ - کامپایلرهای PGI Accelerator
- ۲۰۰۹ - کامپایلر CUDA[۲۰]
- ۲۰۱۰ – کامپایلر CUDA X86
- ۲۰۱۱ – AVX / FMA Vectorization
- ۲۰۱۲ - دستورالعمل‌های استاندارد OpenACC برای محاسبات GPU
- ۲۰۱۳ - کامپایلر PGI OpenCL برای CPUهای ARM چند هسته ای.[۱۶] پس از خرید PGI توسط Nvidia حذف شد.
- ۲۰۱۳ - انویدیا PGI را از STMicroelectronics خریداری کرد. انویدیا فناوری PGI را تحت خط تولید « کامپایلرها و ابزارهای PGI» ارائه می‌کند.
- 2015 - Flang، منبع باز Fortran Front-End برای LLVM ، منتشر شد.[۲۱][۲۲]
- ۲۰۱۸ - توسعه یک Flang Fortran Front-End جدید، بر اساس استاندارد Fortran 2018، آغاز شد.[۲۳][۲۴]
- ۲۰۲۰ - انویدیا فناوری PGI را در محصول جدید NVIDIA HPC SDK ادغام کرد. Nvidia نام تجاری " PGI Compilers and Tools " را بازنشسته می‌کند.